# Снятие с креста (картина Мабюза)
«Снятие с креста» — триптих нидерландского живописца Яна Госсарта по прозванию Мабюз, центральная часть которого находится в собрании Государственного Эрмитажа в Санкт-Петербурге, а боковые створки — в собрании Музея искусств Толидо, Огайо, США.
Центральная часть трёхстворчатого алтаря — триптиха посвящена сцене, описанной во всех четырёх Евангелиях (Мф., 27:57-59; Мк., 15:42-46; Лк., 23:50-54; Ин., 19:38-40) и воплощающий важнейший христианский догмат: искупление первородного греха смертью Христа. Центральная створка триптиха в Государственном Эрмитаже, имеет размеры 141 × 106,5 см и выставляется в здании Малого Эрмитажа в зале 262. 
Боковые створки алтаря с изображениями апостола Петра, Иоанна Крестителя, архангела Гавриила и Девы Марии находятся в Музее искусств Толидо (инвентарный № 1952.85A-B); имеют размеры 120 × 47 см и выставляются в главном музейном здании в галерее 16. На внутренней части левой створки имеется подпись художника, на внутренней стороне правой створки указана дата создания: 1521.

## Сюжет
Вся многофигурная композиция центральной части триптиха построена вокруг центра, где находится крест. 
Наверху креста на приколотом к нему листке надпись I.N.R.I — аббревиатура от Jesus Nazarenus Rex Iudaeorum (Иисус Назорей, Царь Иудейский). К перекладинам креста с обеих сторон симметрично прислонены лестницы: справа на лестнице мужчина (вероятно, Никодим) держит Христа за руку, по левой лестнице спускается другой мужчина, обхвативший тело Христа; снизу в центре группа из трёх мужчин, двое (один из них Иоанн Богослов) придерживают Христа за ноги, третий готовится поймать руку, которую вот-вот отпустит Никодим. Возле этой группы спиной к зрителю изображена Мария Магдалина. Эта композиция в целом повторяет раннюю гравюру школы Андреа Мантеньи.
На переднем плане слева находится группа из четырёх женщин: упавшая в обморок Богоматерь окружена святыми жёнами, чьи фигуры скопированы Мабюзом с гравюры Маркантонио Раймонди «Снятие с креста». Согнувшийся мужчина справа, поднимающий терновый венец, — Иосиф Аримафейский. Выше Иосифа находится мужская фигура в тюрбане — считается, что это возможный автопортрет Мабюза.
В левой части фонового пейзажа показаны стены и башни Иерусалима; в правой части пещера с пустым Гробом Господним, возле него вновь находятся фигуры трёх Марий.
На внутренних сторонах створок в ренессансных нишах находятся фигуры Иоанна Крестителя, в виде которого изображён заказчик картины дон Педро из Саламанки, и Святого Пётра, в качестве которого Мабюз изобразил самого себя. На внешних сторонах створок гризайлью показаны фигуры архангела Гавриила и Девы Марии, они расположены в готических нишах, где также имеются подпись художника и дата написания.
Советский искусствовед Н. Н. Никулин в своём обзоре нидерландского искусства XV—XVI веков писал:

Увлечённый подражанием итальянскому искусству, Ян Госсарт мало интересовался реальностью. Несмотрю на великолепное живописное мастерство художника, картина получилась несколько условной. Жесты персонажей театральны, выражения лиц неубедительны.

## Провенанс и вопрос авторства
Триптих в виде складня был создан в 1520—1521 годах по заказу испанского торговца Педро из Саламанки, проживавшего в Брюгге, и предназначался для семейной  капеллы в церкви августинцев в Брюгге, где хранился следующие 185 лет. В 1796 году был захвачен французскими войсками и отправлен в собор Спасителя в аббатстве Дюн во Франции, с 1810 года находился в собрании Алексиса Делаханта. В 1814 году триптих оказался в собрании Эдварда Солли в Лондоне; в 1837 году приобретён королём Нидерландов Виллемом II. 
В 1850 году центральная часть триптиха была приобретена в Гааге Ф. А. Бруни по поручению императора Николая I на распродаже картин собрания скончавшегося Виллема II, сам же триптих был разъединён и боковые створки ушли неизвестному покупателю, тогда же была утеряна связь центральной картины со створками, которые долгое время считались самостоятельными произведениями. В конце XIX века створки оказались в США в собрании Эдварда Драммонда Либби, который в 1901 году подарил их только что основанному Музею искусств Толидо. 
При распродаже собрания Виллема II центральная картина значилась произведением Луки Лейденского, а створки шли как произведение Мабюза. В 1864 году атрибуция эрмитажной картины была изменена и автором был назван Баренд ван Орлей, эта атрибуция была поддержана рядом других учёных. 
В 1916 году в качестве возможного автора был назван Ян Госсарт, а в 1933 году указано на связь эрмитажной картины со створками из музея Толидо. В 1963 году были опубликованы документы о раннем провенансе картины, где твердо было сказано, что центральная часть и боковые створки некогда составляли единое целое. Окончательные сомнения в авторстве Мабюза исчезли после того как разъединённые части картины были временно воссоединены в 1965 году на выставке работ Мабюза в Роттердаме и Брюгге и было проведено комплексное исследование всех частей триптиха.
Рядом исследователей высказывалось предположение, что этот триптих был авторским повторением алтаря из Миддельбурга, однако этот алтарь был уничтожен ещё в 1566 году при начале Иконоборческого восстания и однозначно судить об идентичности этих произведений нет оснований.

## Повреждения триптиха и реставрации
Алтарь долгое время находился в капелле у влажной стены, и к 1767 году его деревянная основа покрылась плесенью; тогда же художником Яном Гаменимом была проведена его первая реставрация. В каталоге распродажи собрания Виллема II, хранящемся в библиотеке Берлинской картинной галереи, имеется рукописное примечание о плохой сохранности картины и о том что она была «сильно вычищена и зареставрирована».
Первоначально триптих был выполнен на дереве, боковые створки сохранили деревянную основу, а центральная часть в 1892 году в Эрмитаже была переведена на холст. При исследовании центральной части триптиха в реставрационных мастерских Эрмитажа выяснилось, что основные дефекты имеются по периметру и в местах бывших стыков досок основы. Лица и фигуры персонажей практически не были затронуты повреждениями, за исключением одежды мужчины, держащего Христа за ноги и расположенного перед основанием креста.